# سیمور مارتین لیپست
سیمور مارتین لیپست (‎/ˈlɪpsɪt/‎ LIP-sit؛ ۱۸ مارس ۱۹۲۲ – ۳۱ دسامبر ۲۰۰۶) جامعه‌شناس و دانشمند علوم سیاسی آمریکایی بود. آثار برجسته او در زمینه‌های جامعه‌شناسی سیاسی، سازمان اتحادیه‌های کارگری، طبقه‌بندی اجتماعی، افکار عمومی و جامعه‌شناسی زندگی روشنفکری بوده است. او همچنین درباره شرایط تحقق دموکراسی از منظر مقایسه‌ای مطالب فراوانی نوشته است. وی رئیس انجمن علوم سیاسی آمریکا (۱۹۷۹–۱۹۸۰) و انجمن جامعه‌شناسی آمریکا (۱۹۹۲–۱۹۹۳) بود. لیپست در سال‌های نخست زندگی خود سوسیالیست بود، اما بعدها به سمت راست حرکت کرد و به عنوان یکی از اولین نئومحافظه‌کاران شناخته می‌شد.
پس از مرگ او در سال ۲۰۰۶، روزنامه The Guardian او را "نظریه‌پرداز برجسته دموکراسی و استثناگرایی آمریکایی" نامید؛ The New York Times او را "جامعه‌شناس برجسته، دانشمند علوم سیاسی و نظریه‌پرداز نکته‌سنج بی‌همتایی آمریکا" توصیف کرد؛ و The Washington Post او را "یکی از تأثیرگذارترین دانشمندان علوم اجتماعی نیم‌قرن گذشته" معرفی کرد.

## اوایل زندگی و تحصیلات
لیپست در هارلم، نیویورک، در خانواده‌ای از مهاجران یهودی روسی به دنیا آمد. او در منطقه برانکس در میان جوانان ایرلندی، ایتالیایی و یهودی بزرگ شد. او گفت: "در آن فضایی که من بودم، بحث‌های سیاسی زیادی وجود داشت، اما هرگز اسمی از دموکرات‌ها یا جمهوری‌خواهان نمی‌شنیدید؛ بحث‌ها درباره کمونیست‌ها، سوسیالیست‌ها، تروتسکیست‌ها یا آنارشیست‌ها بود. گروه‌های مختلف چپ‌گرایانه‌ای وجود داشت." سیمور از سنین جوانی در لیگ سوسیالیستی جوانان فعالیت می‌کرد؛ "سازمانی از تروتسکیست‌های جوان که بعدها ریاست آن را بر عهده گرفت." او از کالج شهری نیویورک فارغ‌التحصیل شد، جایی که او چپ‌گرای ضد استالینی بود. او در سال ۱۹۴۹ مدرک دکترای جامعه‌شناسی خود را از دانشگاه کلمبیا دریافت کرد. پیش از آن در دانشگاه تورنتو تدریس می‌کرد.

## حرفه آکادمیک
لیپست استاد علوم سیاسی و جامعه‌شناسی در دانشگاه استنفورد و عضو ارشد مؤسسه هوور بود و سپس به عنوان استاد علوم حکومتی و جامعه‌شناسی در دانشگاه هاروارد مشغول شد. او همچنین در دانشگاه‌های دانشگاه کلمبیا، دانشگاه کالیفرنیا، برکلی، دانشگاه تورنتو و دانشگاه جورج میسون، جایی که استاد سیاست عمومی بود، تدریس می‌کرد.
لیپست عضو آکادمی هنرها و علوم آمریکا، آکادمی ملی علوم ایالات متحده، و انجمن فلسفی آمریکا بود. او تنها فردی بود که ریاست هم انجمن علوم سیاسی آمریکا (۱۹۷۹–۱۹۸۰) و هم انجمن جامعه‌شناسی آمریکا (۱۹۹۲–۱۹۹۳) را بر عهده داشت. او همچنین رئیس انجمن بین‌المللی روان‌شناسی سیاسی، انجمن تحقیقات جامعه‌شناختی، انجمن جهانی نظرسنجی عمومی، انجمن پژوهش تطبیقی و انجمن پل اف. لازارسفلد در وین بود.
لیپست جایزه مک‌آیور را برای کتاب انسان سیاسی (۱۹۶۰) و در سال ۱۹۷۰ جایزه گونار میردال را برای سیاست‌های بی‌منطق دریافت کرد.
در سال ۲۰۰۱، لیپست به عنوان یکی از ۱۰۰ روشنفکر برتر آمریکایی بر اساس ارجاعات دانشگاهی در کتاب ریچارد پوسنر، روشنفکران عمومی: مطالعه‌ای درباره زوال نامگذاری شد.

## تحقیقات آکادمیک

### «برخی پیش‌نیازهای اجتماعی دموکراسی»
یکی از آثار بسیار استنادشده سیمور مارتین لیپست، مقاله‌ای با عنوان «برخی پیش‌نیازهای اجتماعی دموکراسی: توسعه اقتصادی و مشروعیت سیاسی» (۱۹۵۹) است، که اثری کلیدی در نظریه نوسازی، دموکراتیزه شدن و مقاله‌ای است که شامل فرضیه لیپست مبنی بر این است که توسعه اقتصادی منجر به دموکراسی می‌شود.
لیپست یکی از نخستین طرفداران «نظریه نوسازی» بود. این نظریه بیان می‌کند که دموکراسی نتیجه مستقیم رشد اقتصادی است و اینکه «هرچه یک ملت ثروتمندتر باشد، احتمال حفظ دموکراسی در آن بیشتر است.» نظریه نوسازی لیپست همچنان در مباحث و تحقیقات آکادمیک پیرامون گذارهای دموکراتیک نقش مهمی ایفا می‌کند. این نظریه به عنوان «فرضیه لیپست» و «تز لیپست» نیز شناخته می‌شود.
فرضیه لیپست از سوی گیلرمو اودانل، آدام پرژورسکی، دارون عجم‌اوغلو و جیمز ای. رابینسون به چالش کشیده شده است.
یکی از مباحث در زمینه نحوه پیدایش دموکراسی، مربوط به دموکراتیزه شدن درون‌زا یا برون‌زا است. دموکراتیزه شدن درون‌زا بر این استدلال استوار است که دموکراتیزه شدن نتیجه تاریخ گذشته کشور تا آن نقطه است. بنابراین، توسعه اقتصادی و گسترش طبقه متوسط در اینجا نقش مهمی ایفا می‌کند. طرفداران این دیدگاه، چارلز بویکس و سوزان سی. استوکس هستند.
دموکراتیزه شدن برون‌زا، از سوی دیگر، استدلال می‌کند که دموکراتیزه شدن نتیجه عوامل خارجی است، مانند روح زمانه جنبش‌های سیاسی طرفدار دموکراسی که از موج سوم دموکراتیزه شدن تا دهه ۱۹۹۰ دیده می‌شد. بر اساس آدام پرژورسکی و فرناندو لیمونگی، دلیل همبستگی میان ثروت اقتصادی و دموکراسی این است که وقتی کشوری به حکمرانی دموکراتیک منتقل می‌شود، احتمال ماندگاری دموکراسی در آن در صورت ثروتمند بودن بسیار بیشتر است، در حالی که کشورهای فقیر اغلب به حکومت‌های استبدادی بازمی‌گردند.

### انسان سیاسی
کتاب انسان سیاسی: پایه‌های اجتماعی سیاست (۱۹۶۰) تحلیل تأثیرگذاری است از پایه‌های دموکراسی، فاشیسم، کمونیسم («اقتدارگرایی طبقه کارگر») و سایر سازمان‌های سیاسی در سراسر جهان، در دوره بین دو جنگ جهانی و پس از جنگ جهانی دوم. یکی از بخش‌های مهم این کتاب فصل دوم با عنوان «توسعه اقتصادی و دموکراسی» است. لری دایموند و گری مارکس بیان می‌کنند که «ادعای لیپست درباره رابطه مستقیم بین توسعه اقتصادی و دموکراسی در ۳۰ سال گذشته مورد بررسی‌های تجربی گسترده، چه کمی و چه کیفی، قرار گرفته است. شواهد با وضوح و ثبات چشمگیری نشان می‌دهند که یک رابطه علّی قوی بین توسعه اقتصادی و دموکراسی وجود دارد.»
در فصل پنجم، لیپست به تحلیل «فاشیسم» در قالب راست، چپ و میانه پرداخته و توضیح می‌دهد که مطالعه پایه‌های اجتماعی جنبش‌های توده‌ای مدرن نشان می‌دهد که هر طبقه اجتماعی اصلی دارای بیان‌های سیاسی دموکراتیک و افراطی است. او اشتباه شناسایی افراط‌گرایی به عنوان پدیده‌ای راست‌گرا و کمونیسم به عنوان پدیده‌ای چپ‌گرا را توضیح داده است. لیپست تأکید می‌کند که ایدئولوژی‌ها و گروه‌های افراطی را می‌توان همانند گروه‌های دموکراتیک، در قالب راست، چپ و میانه طبقه‌بندی و تحلیل کرد.
کتاب انسان سیاسی در چندین نسخه منتشر و بازنشر شده، بیش از ۴۰۰ هزار نسخه فروش داشته و به ۲۰ زبان، از جمله ویتنامی، بنگالی و صرب‌کرواتی، ترجمه شده است.

### "ساختارهای شکاف، نظام‌های حزبی، و هم‌سویی رأی‌دهندگان"
در این اثر مشترک با استاین روککان در سال ۱۹۶۷، لیپست نظریه «لحظه‌های حساس» را معرفی کرد و مشارکت قابل‌توجهی در نظریه شکاف داشت.

### قرن دموکراتیک
در کتاب قرن دموکراتیک (۲۰۰۴)، لیپست تلاش کرد توضیح دهد چرا آمریکای شمالی دموکراسی‌های باثباتی را توسعه داد، اما آمریکای لاتین نتوانست. او استدلال کرد که دلیل این تفاوت، الگوهای اولیه استعمار، فرآیند اقتصادی ادغام مستعمرات جدید، و جنگ‌های استقلال متفاوت بودند. تاریخ‌های متفاوت بریتانیا و ایبریا به عنوان عامل ایجاد میراث‌های فرهنگی گوناگونی دیده می‌شوند که بر چشم‌انداز دموکراسی تأثیر گذاشتند.

## امور عمومی
لیپست در سال ۱۹۶۰ از حزب سوسیالیست آمریکا جدا شد و بعدها خود را یک فرد میانه‌رو توصیف کرد که به شدت تحت تأثیر الکسی دو توکویل، جرج واشنگتن، ارسطو و ماکس وبر قرار داشت. او در جناح محافظه‌کار حزب دموکرات فعال بود و با نئومحافظه‌کاران ارتباط داشت، هرچند خود را نئومحافظه‌کار نمی‌نامید.
لیپست معاون رئیس هیئت مدیره مؤسسه صلح ایالات متحده، عضو هیئت مدیره مؤسسه آلبرت شنکر، عضو هیئت بورس‌های خارجی آمریکا، هم‌رئیس کمیته اصلاح قانون کار، هم‌رئیس کمیته برای یونسکو مؤثر و مشاور بنیاد ملی علوم انسانی، مؤسسه ملی علوم انسانی، بنیاد ملی برای دموکراسی و کمیته یهودیان آمریکا بود.
لیپست از حامیان قوی اسرائیل بود و ریاست «اساتید آمریکایی برای صلح در خاورمیانه»، ریاست کمیسیون ملی بی‌نای بریث هیلیل و هیئت مشورتی دانشگاهی آپیل یهودیان متحد را برعهده داشت. او همچنین هم‌رئیس کمیته اجرایی مرکز بین‌المللی صلح در خاورمیانه بود. لیپست سال‌ها در تلاش برای یافتن راه‌حلی برای درگیری اسرائیل و فلسطین فعالیت کرد و این تلاش‌ها بخشی از پروژه پژوهشی بزرگ‌تر او درباره عوامل پایداری دموکراسی‌های صلح‌آمیز و پایدار در جوامع بود. تحقیقات او بر این موضوع متمرکز بود که چگونه سطوح بالای توسعه اجتماعی-اقتصادی، شرایط لازم برای دموکراسی را ایجاد می‌کنند (همچنین به آثار آمارتیا سن مراجعه کنید) و پیامدهای دموکراسی برای صلح چیست.

## جوایز
کتاب لیپست با عنوان نخستین ملت جدید به عنوان یکی از فینالیست‌های جایزه ملی کتاب انتخاب شد. او همچنین موفق به دریافت نشان‌های تاونزند هریس و مارگارت بیرد داوسون برای دستاوردهای قابل‌توجه، مدال طلای تلکام شمالی-شورای بین‌المللی مطالعات کانادایی و جایزه لئون اپستین در سیاست تطبیقی از انجمن علوم سیاسی آمریکا شد. او جایزه مارشال اسکلر برای تمایز در مطالعات یهودی و در سال ۱۹۹۷، جایزه هلن دینرمن را از انجمن جهانی پژوهش افکار عمومی دریافت کرد.

## زندگی شخصی
همسر اول لیپست، السی، در سال ۱۹۸۷ درگذشت. او مادر سه فرزند لیپست: دیوید، دنیل و کارولا («سیسی») بود. دیوید لیپست استاد انسان‌شناسی در دانشگاه مینه‌سوتا است. او شش نوه داشت. لیپست از همسر دوم خود، سیدنی گایر (مدیر JCRC)، که در سال ۱۹۹۰ با او ازدواج کرد، به جا ماند.
لیپست در سن ۸۴ سالگی بر اثر عوارض ناشی از سکته درگذشت.

## آثار منتخب
- «جامعه روستایی و رهبری سیاسی در ساسکاچوان.» Canadian Journal of Economics and Political Science جلد ۱۳، شماره ۳ (۱۹۴۷): ۴۱۰–۴۲۸.
- سوسیالیسم دهقانی: فدراسیون تعاون همسود در ساسکاچوان، مطالعه‌ای در جامعه‌شناسی سیاسی (۱۹۵۰)، شابک ‎۹۷۸−۰−۵۲۰−۰۲۰۵۶−۶ (چاپ ۱۹۷۲)
- ما به واشینگتن خواهیم رفت (۱۹۵۱)
- «دموکراسی در حکومت خصوصی: مطالعه موردی اتحادیه بین‌المللی تایپوگرافی.» British Journal of Sociology (۱۹۵۲) شماره ۳:۴۷–۵۸ در جی‌استور
- دموکراسی اتحادیه: سیاست داخلی اتحادیه بین‌المللی تایپوگرافی (۱۹۵۶) به همراه مارتین ترو و جیمز اس. کلمن
  - «زندگی‌نامه یک پروژه پژوهشی: دموکراسی اتحادیه.» در Sociologists at Work: the craft of social research ویرایش شده توسط فیلیپ ای. هموند. (۱۹۶۴)
- تحرک اجتماعی در جامعه صنعتی به همراه راینهارد بندیکس (۱۹۵۹)، شابک ‎۹۷۸−۰−۸۸۷۳۸−۷۶۰−۹
- ساختار اجتماعی و تحرک در توسعه اقتصادی به همراه نیل جی. اسملسر (۱۹۶۶)، شابک ‎۹۷۸−۰−۸۲۹۰−۰۹۱۰−۱
- «برخی پیش‌نیازهای اجتماعی دموکراسی: توسعه اقتصادی و مشروعیت سیاسی.» The American Political Science Review جلد ۵۳، شماره ۱ (۱۹۵۹): ۶۹–۱۰۵.
- «طبقه‌بندی اجتماعی و افراط‌گرایی راست‌گرا» British Journal of Sociology (۱۹۵۹) شماره ۱۰:۳۴۶–۳۸۲.
- انسان سیاسی: پایه‌های اجتماعی سیاست (۱۹۶۰)، شابک ‎۹۷۸−۰−۳۸۵−۰۶۶۵۰−۱ آنلاین
- اولین ملت جدید (۱۹۶۳)، شابک ‎۹۷۸−۰−۳۹۳−۰۰۹۱۱−۸ آنلاین
- شورش دانشجویان برکلی: حقایق و تفاسیر، ویرایش شده به همراه شلدون اس. ولین (۱۹۶۵)
- سیستم‌های حزبی و هم‌سویی رأی‌دهندگان، ویراست مشترک با استین روکان (۱۹۶۷)
- سیاست دانشجویی (۱۹۶۷)، شابک ‎۹۷۸−۰−۴۶۵−۰۸۲۴۸−۳
- انقلاب و ضدانقلاب: تغییر و پایداری در ساختارهای اجتماعی (۱۹۶۸)، شابک ‎۹۷۸−۰−۸۸۷۳۸−۶۹۴−۷ (چاپ ۱۹۸۸)
- ویراستار، سیاست و علوم اجتماعی (۱۹۶۹)
- تعصب و جامعه با ارل راب
- سیاست بی‌خردی: افراط‌گرایی راست‌گرا در آمریکا، ۱۷۹۰–۱۹۷۰ با ارل راب (۱۹۷۰)، شابک ‎۹۷۸−۰−۲۲۶−۴۸۴۵۷−۰ آنلاین
- شورش در دانشگاه (۱۹۷۱)
- آموزش و سیاست در هاروارد: دو مقاله برای کمیسیون کارنگی در آموزش عالی (۱۹۷۵) با دیوید ریسمن
- دانشگاه دوپاره: اساتید و سیاست با اورت کارل لد، جونیور (۱۹۷۵)، شابک ‎۹۷۸−۰−۰۷−۰۱۰۱۱۲−۸
- ویراستار، قرن سوم: آمریکا به‌عنوان جامعه پساصنعتی (۱۹۷۹) آنلاین
- شکاف اعتماد: تجارت، کار، و دولت در ذهن عمومی (۱۹۸۳) آنلاین
- اجماع و تعارض: مقالاتی در جامعه‌شناسی سیاسی (۱۹۸۵) آنلاین
- اتحادیه‌ها در گذار: ورود به قرن دوم (۱۹۸۶)
- ویراستار، انقلاب و ضدانقلاب: تغییر و پایداری در ساختارهای اجتماعی (۱۹۸۸)
- شکاف قاره‌ای: ارزش‌ها و نهادهای ایالات متحده و کانادا (۱۹۸۹)
- «لیبرالیسم، محافظه‌کاری، و آمریکایی‌گرایی»، Ethics & International Affairs جلد ۳ (۱۹۸۹). آنلاین
- «پیش‌نیازهای اجتماعی دموکراسی بازبینی شده.» American Sociological Review جلد ۵۹، شماره ۱: ۱–۲۲. (۱۹۹۴) آنلاین
- یهودیان و صحنه جدید آمریکایی با ارل راب (۱۹۹۵)
- «کار مداوم: خاطرات یک آکادمیک»، در Annual Review of Sociology، جلد ۲۲، ۱۹۹۶
- استثنایی‌گرایی آمریکایی: شمشیری دو لبه (۱۹۹۶) آنلاین
- اینجا رخ نداد: چرا سوسیالیسم در ایالات متحده شکست خورد با گری مارکس (۲۰۰۰)، شابک ‎۹۷۸−۰−۳۹۳−۳۲۲۵۴−۵ آنلاین
- پارادوکس اتحادیه‌گرایی آمریکایی: چرا آمریکایی‌ها اتحادیه‌ها را بیشتر از کانادایی‌ها دوست دارند، اما کمتر به آن‌ها می‌پیوندند با نوآ ملتز، رافائل گومز و ایوان کاچانوفسکی (۲۰۰۴)، شابک ‎۹۷۸−۰−۸۰۱۴−۴۲۰۰−۱
- قرن دموکراتیک با جیسون ام. لاکین (۲۰۰۴)، شابک ‎۹۷۸−۰−۸۰۶۱−۳۶۱۸−۹ آنلاین

## همچنین ببینید
- دین مدنی آمریکایی
- سیاست تطبیقی – field and a method used in political science
- دموکراتیزاسیون – یک صفحهٔ ابهام‌زدایی در ویکی‌مدیا
- خوان خوزه لینز – Spanish sociologist and political scientist (1926–2013)